# Exeter (New Hampshire)
Exeter – miasto w Stanach Zjednoczonych, w stanie New Hampshire, w hrabstwie Rockingham.